# Формікола
Формікола (італ. Formicola) — муніципалітет в Італії, у регіоні Кампанія,  провінція Казерта.
Формікола розташована на відстані близько 165 км на південний схід від Рима, 45 км на північ від Неаполя, 19 км на північний захід від Казерти.
Населення — 1528 осіб (2014).

## Демографія
Населення за роками:

Станом на 1 січня 2023 року в муніципалітеті офіційно проживало 107 іноземців з 16 країн, серед них 18 громадян країн Євросоюзу та 4 громадяни України.

## Сусідні муніципалітети
- Камільяно
- Джано-Ветусто
- П'єтрамелара
- Понтелатоне
- Роккаромана
- Роккетта-е-Кроче